# Israelische Luftangriffe auf den Gazastreifen im Mai 2023
Die israelischen Luftangriffe auf den Gazastreifen 2023 begannen am 9. Mai, als Israel eine Reihe von Luftangriffen auf den Gazastreifen durchführte, die als Operation Schild und Pfeil (hebräisch מבצע מגן וחץ) bezeichnet wurden und bei denen das israelische Militär drei mutmaßliche Anführer des Islamischen Dschihad in Palästina (PIJ) gezielt tötete. Auch 10 Zivilisten wurden getötet. Die israelische Armee machte den Islamischen Dschihad für die jüngsten Raketenangriffe auf Israel verantwortlich und veranlasste die Angriffe. Wenige Stunden später wurden zwei Palästinenser bei einem Luftangriff auf ein Fahrzeug in Chan Yunis getötet. Die israelischen Luftangriffe auf den Gazastreifen wurden am 10. Mai fortgesetzt und töteten sechs weitere Palästinenser. Militante feuerten Hunderte von Raketen auf Israel ab, laut israelischen Medien über 300, in einer von militanten Palästinensern als Operation Rache der Freien (arabisch عملية ثأر الأحرار) bezeichneten Aktion. Am 11. Mai wurde ein weiterer PIJ-Kommandeur bei einem Luftangriff getötet, während die Zahl der Todesopfer der vorangegangenen Angriffe auf 26 anstieg.

## Hintergrund
Die Luftangriffe markieren die jüngste Zunahme der Feindseligkeit im Gazastreifen zwischen Israel und mehreren palästinensischen Gruppen, darunter Hamas und PIJ. Seit dem Sturz der Palästinensischen Autonomiebehörde durch die Hamas und der Übernahme der Kontrolle über das Gebiet in der Schlacht um Gaza im Jahr 2007 kam es in dem Gebiet zu zahlreichen Gewaltausbrüchen. Seitdem hat Israel aus Sicherheitsgründen eine Blockade über den Gazastreifen verhängt.

## Bombenangriff
Vierzig Militärflugzeuge waren an der Bombardierung beteiligt, die am Dienstag um 2 Uhr morgens Ortszeit begann und etwa zwei Stunden dauerte.
Augenzeugen berichteten, dass bei dem Bombenangriff eine Wohnung im obersten Stockwerk in Gaza-Stadt und ein Haus in Rafah zerstört wurden. Das palästinensische Gesundheitsministerium meldete 13 Tote, darunter drei Kommandeure, ihre Ehefrauen, mehrere Kinder und Kollateralopfer, sowie weitere 20 Verletzte.
Das russische Konsulat in Ramallah teilte mit, dass unter den Toten ein russischer Staatsbürger war, ein ortsansässiger Zahnarzt, der zusammen mit seiner Frau und seinem Sohn getötet wurde, so dass die 13-jährige Tochter als einziges Familienmitglied überlebte.
Wenige Stunden später wurden zwei Palästinenser bei einem Luftangriff auf ein Fahrzeug in Chan Yunis getötet.

## Reaktionen
Am 11. Mai 2023 forderte die deutsche Außenministerin Baerbock, dass das Blutvergießen aufhören müsse. Das Menschenrechtsbüro der Vereinten Nationen äußerte "ernsthafte Bedenken", ob die israelischen Luftangriffe der vergangenen Tage ausreichend Rücksicht auf Zivilisten nahmen und angemessen waren.